# 藤原親孝
藤原 親孝（ふじわら の ちかたか）は、平安時代中期頃の武士。藤原北家利仁流、藤原貞正の子。

## 略歴
源頼信の家来で乳母子でもあった。官は兵衛尉だった。上野介に任じられた源頼信の下で上野国に赴任したことがあった。
性格はやや小心者だったらしく、上野国に赴任していた時、自分の子が盗人に人質にとられた事件が起き、源頼信に泣きながら助けを求めた。源頼信からは、「我が身を思い、妻子の身を思っては、万事の後れをとることになる。よって、兵の道をたてるにはそうした未練を断ち切らねばならん云々」と諌められたという逸話が『今昔物語』にある。
なおこの事件では、源頼信は自ら出向き、盗人に対峙し自分を信じられるならば投降せよと迫り、事件を解決した。